# Francisco Mourelle
Francisco Antonio Mourelle de la Rúa (San Adrián de Corme, Corme, provincia de La Coruña, 17 de julio de 1750 - Cádiz, 24 de mayo de 1820), fue un oficial naval español que es recordado por haber participado en varias expediciones que la Corona española realizó en las costas del Pacífico Norte desde la base de San Blas (México). Llegó a las costas de Alaska y efectuó varios viajes a las Islas Filipinas. En 1781 llegó a Tonga y a las Islas Salomón.

## Expedición de 1775
Mourelle sirvió en la Armada española en las Guayanas, en la isla Trinidad y las Antillas antes de ser destinado en la nueva base naval de San Blas, México en 1774. Se unió a la expedición de 1775 de Bruno de Heceta y Juan Francisco de la Bodega y Quadra, sirviendo en calidad de piloto de Quadra en la goleta Sonora. El 29 de julio, alrededor de los 49ºN, la Sonora se separó de la nave de Heceta, la Santiago. Heceta pronto regresó al sur, mientras que Quadra y Mourelle continuaron hacia el norte, llegando a los 58º30'N. Encontraron y anclaron en la bahía de Bucareli. Luego navegaron hacia el sur, llegando a Monterrey, California, el 7 de octubre, y a San Blas el 20 de noviembre de 1775.
El diario de Mourelle fue llevado de alguna manera clandestinamente a Londres, donde fue traducido y publicado. El capitán James Cook hizo uso de la información del diario de Mourelle durante sus viajes en el Pacífico noroeste.

## Expedición de 1779
Mourelle nuevamente fue el piloto de Quadra, y el segundo al mando de la nave Favorita, durante la expedición de 1779 al mando de Ignacio de Arteaga. Saliendo de San Blas el 11 de febrero de 1779, la expedición llegó a los 61ºN y la isla de Hinchinbrook, en la boca del golfo de Alaska. Desde allí navegaron a lo largo del suroeste de la península de Kenai. Los barcos regresaron a San Blas el 21 de noviembre de 1779.

## Carrera posterior
Durante su servicio en San Blas, Mourelle viajó extensivamente a través del océano Pacífico. Visitó Tonga en 1781 y también estaba familiarizado con las islas Filipinas y Cantón, China.
Mourelle estaba al mando de la Mexicana en una expedición en 1792 para explorar el estrecho de Georgia, pero Alessandro Malaspina puso uno de sus propios oficiales, Cayetano Valdés, al frente de la nave. Dionisio Alcalá Galiano iba al mando de la Sutil, la compañera gemela de la Mexicana.
Mourelle fue trasladado a España en 1793. Fue ascendido a capitán de fragata en 1799, a capitán de buque en 1806 y a comodoro en 1811. Ordenaba un escuadrón en 1818 que iba a sofocar una rebelión en el Río de la Plata, pero la empresa nunca se puso en marcha.
Mourelle murió el 24 de mayo de 1820, a la edad de 69 años.

## Reconocimientos
La isla Maurelle, en el archipiélago canadiense de las islas Discovery, en la costa meridional de la Columbia Británica, fue nombrada en su honor.